# 2009 en Roumanie
Événements de l'année 2009 en Roumanie.

## Chronologie

### Janvier 2009
- Lundi 5 janvier 2009 : La baisse de livraison de gaz, trois jours après l'annonce par le groupe Gazprom d'une baisse des fournitures, se maintient à 30 % pour la Roumanie selon la compagnie Transgaz et ce au moins jusqu'au 11 janvier. Le pays frontalier de l'Ukraine, importait avant le début de cette crise environ 10 millions de mètres cubes par jour de Russie, pour une consommation quotidienne d'environ 58 millions de mètres cubes.

- Samedi 10 janvier 2009 : Vague de froid en Roumanie où les températures ont chuté jusqu'à moins 31 °C. Selon le sous-secrétaire d'État à la Santé, Raed Arafat, 43 personnes sont mortes de froid en Transylvanie et dans le centre, depuis fin décembre dont un bébé âgé de trois mois. Une partie importante des personnes décédées étaient des sans-abri. Des dizaines d'autres ont pu être sauvées et hospitalisées.

- Mardi 13 janvier 2009 : Le constructeur automobile Dacia (groupe Renault) pourrait licencier une équipe entière de production, soit 3 à 4 000 employés si le marché des ventes ne s'améliore pas d'ici au printemps. Après un mois d'arrêt, la production a repris « à une cadence réduite de 1 085 véhicules par jour soit une baisse d'environ 30 % »; une nouvelle interruption de production est prévue à partir du 26 janvier. Avec l'impact sur les fournisseurs, la direction estime que cela correspond à 12 à 15 000 licenciements réels. Le nombre de véhicules vendus en 2008 s'établit à 84 719 en baisse de 16,7 % sur 2007. Les ventes sur le marché roumain ont chuté de 54,9 % en décembre et sont concurrencées par une véritable invasion de véhicules d'occasion importés dont 301 000 ont été immatriculés en 2008. Quelque 2 000 salariés de Dacia de l'usine de Mioveni ont manifesté pour appeler le gouvernement à maintenir une taxe controversée sur les voitures d'occasion importées et définir un plan de sauvegarde de l'industrie automobile roumaine[1].

### Février 2009
- Lundi 2 février 2009 : le Sénat vote  en faveur de l'allocation d'une aide  de 143 millions d'euros pour la période de 2008 à 2012, au constructeur automobile Ford, qui a repris l'ancienne usine Daewoo de Craiova (sud-ouest) en mars dernier. Le constructeur s'est engagé à investir 675 millions d'euros dans la modernisation de l'usine de Craiova, afin d'atteindre une production annuelle de 300 000 véhicules et 300 000 moteurs à partir de 2011.

- Vendredi 6 février 2009 : selon le ministère des Finances, l'économie souterraine a progressé de 50 % entre 2004 et 2008 en Roumanie, son poids dans le PIB s'élevant en 2008 à 21 %, ce qui représente un manque à gagner pour l'État de 11,3 % du PIB, soit 7 milliards d'euros d'évasion fiscale sur le seul fait du non-paiement de la TVA.

- Lundi 9 février 2009 : La production a repris  sur le site du constructeur automobile Dacia (groupe Renault) à Mioveni (sud), après un cinquième arrêt depuis la fin octobre, de deux semaines, dû à la baisse des ventes.

- Mercredi 11 février 2009 : La police des frontières a  saisi dans la nuit de mardi à mercredi 60 pistolets à gaz et 50 bâtons télescopiques à la frontière roumano-hongroise, dissimulés dans les bagages d'un ressortissant bulgare, dans un train arrivant de Budapest.

- Mardi 17 février 2009 : La société de construction Eurostone Developer, filiale roumaine de Stone Group, a licencié la moitié des quelque mille immigrés chinois qui travaillaient sur ses chantiers depuis 2008. Quelque 200 travailleurs chinois, affirmant avoir été licenciés en janvier par leurs employeurs et se trouvant sans argent, se sont installés depuis plusieurs jours devant l'ambassade de Chine à Bucarest pour solliciter l'aide des autorités chinoises.

- Jeudi 26 février 2009 : Un ressortissant français de 49 ans, professeur et docteur en astronomie, a été arrêté à Dej (centre)  sous l'accusation de pédomanie. Il a été interpellé dans une chambre d'hôtel alors qu'il avait des relations sexuelles avec deux garçons âgés de 15 et 16 ans. Des enregistrements à caractère pornographique ont également été saisis à cette occasion. Le pédomane s'était rendu à plusieurs reprises depuis mars 2008 dans cette ville, où il avait  des relations sexuelles rétribuées avec des mineurs.

- Samedi 28 février 2009 :
  - Un avion de type Saab 2000 de la compagnie roumaine Carpatair  effectue un atterrissage forcé à plat ventre sur l'aéroport de Timisoara  en raison d'une défaillance du train d'atterrissage, sans faire de blessés. L'avion venait de Chișinău (Moldavie) et  transportait 47 passagers et quatre membres d'équipage.
  - Mort de Manea Mănescu (92 ans), ancien premier ministre (1974-1979) lors de la dictature  communiste de Nicolae Ceaușescu. Le 22 décembre 1989, il était dans l'hélicoptère dans lequel le couple Ceausescu est enfui du bâtiment du Comité central du PC, pris d'assaut par des dizaines de milliers de manifestants. En février 1990, il avait été condamné pour génocide à la prison à perpétuité pour avoir donné son accord à la répression du soulèvement. Il avait été relâché pour « raison médicales »[2].

### Mars 2009
- Mardi 10 mars 2009 : La Roumanie annonce vouloir emprunter auprès des organismes financiers internationaux afin de faire face à l'aggravation de la crise et négocie déjà avec l'Union européenne, qui a déjà volé à la rescousse de la Hongrie et la Lettonie. Selon le président Traian Băsescu lors d'un discours devant le Parlement : « la Roumanie a besoin d'une ceinture de sécurité, à savoir d'un prêt étranger [car la crise] risque d'être plus profonde » que prévu. « Elle peut avoir accès à des fonds de l'Union européenne, mais cette dernière pose comme condition un partenariat avec le Fonds monétaire international […] Un tel programme ferait partie d'un plan financier […] multilatéral appuyé par l'Union européenne et la Banque mondiale, ainsi que par d'autres institutions financières internationales ».

- Vendredi 13 mars 2009 : Dacia annonce des livraisons hebdomadaires de 3 500 véhicules vers l'Allemagne, pour répondre à une forte demande née de la prime à la casse accordée dans ce pays : « L'Allemagne a permis à Dacia de sortir un peu la tête de l'eau, de reprendre une activité normale et de remonter un peu notre rythme de production » qui remonte à 1 200 véhicules par jour.

- Vendredi 20 mars 2009 : Le ministère des Transports, annonce dans un document transmis à la Fédération syndicale ferroviaire (travailleurs) sa volonté de licencier 12 000 des 76 000 employés des chemins de fer, afin de réduire les pertes de ce secteur. Le ministère prévoit de fermer plusieurs sections et centres de production, d'annuler des trains et de restreindre certaines activités de transport de fret. Plusieurs primes et bonus seront également supprimés. Les dettes de la compagnie s'élèvent à environ 500 millions d'euros.

- Lundi 23 mars 2009 :
  - Une délégation d'experts européens entame une première visite d'évaluation Schengen en Roumanie, alors que le pays espère rejoindre cet espace de libre circulation en 2011. La Roumanie, qui a rejoint l'UE le 1er janvier 2007, doit accueillir plusieurs visites de ce genre en 2009 et 2010, pour des évaluations dans les domaines de la protection des données privées, des visas et des frontières.
  - Le « Fonds monétaire international prévoit un recul du PIB de 4 %, en raison notamment de la baisse des exportations » et un déficit public atteignant de 3,5 % à 4 % du PIB. Le budget 2009 est basé sur une croissance économique de 2,5 % mais le ministre des Finances, Gheorghe Pogea, admet pour la première fois que la Roumanie pourrait entrer en récession, avec un recul du PIB de 1 %.

- Lundi 29 mars 2009 : le groupe pneumatique Continental embauche dans son usine de Roumanie alors qu'elle ferme son usine de Clairoix en France. Selon le siège de Hambourg (Allemagne), l'entreprise est confrontée à une baisse de production de l'ordre de 30 %.

### Avril 2009
- Mercredi 8 avril 2009 : après les manifestations violentes en Moldavie à la suite de la victoire des communistes aux élections législatives, le président Vladimir Voronine accuse la Roumanie d'être impliquée dans les violentes émeutes, annonçant en conséquence l'introduction d'un régime de visas avec la Roumanie. La Roumanie rejette catégoriquement les accusations des autorités moldaves concernant une ingérence présumée dans les affaires intérieures de la Moldavie. Le ministère roumain des Affaires étrangères roumain déclare que « cette accusation est une provocation envers l'état roumain », estimant « inacceptable que le pouvoir communiste de Chișinău transfère à la Roumanie et aux citoyens roumains la responsabilité des problèmes internes de Moldavie » et qualifiant d'« aberrantes les mesures unilatérales » imposant des restrictions de voyage pour les citoyens roumains.

- Mardi 14 avril 2009 : le président Traian Băsescu annonce que la Roumanie demande une enquête européenne sur la « répression » des opposants au régime communiste en Moldavie, où des « violations des droits de l'Homme et de la liberté d'expression » ont été enregistrées ces derniers jours.

- Samedi 25 avril 2009 : un séisme de magnitude de 5,3 sur l'échelle ouverte de Richter a été enregistrée sans faire de victime ni de dégât. L'épicentre a été localisé à 120 km de profondeur, dans la zone à haute activité sismique de Vrancea (est) et la secousse a été fortement ressentie à Bucarest.

### Mai 2009
- Lundi 4 mai 2009 : le Fonds monétaire international octroie un prêt de 12,9 milliards d'euros à la Roumanie. L'accord de confirmation (« stand-by arrangement »), d'une durée de 24 mois, doit permettre au pays « d'amortir le choc provoqué par une chute marquée des flux de capitaux résultant de la crise financière internationale ». Ce prêt d'une ampleur est tout à fait considérable dans la mesure où son montant représente 1,111 % du quota roumain. Une première tranche de 4,9 Mds est mise immédiatement à la disposition des autorités de Bucarest.

### Juin 2009
Les élections européennes se déroulent le 7 juin, pour les élire les 33 députés européens représentant la Roumanie au Parlement européen pour la 7e législature. Avec une participation très faible (27,67 %), ces élections sont remportés par le Parti social-démocrate (31 %), au coude à coude avec le Parti démocrate-libéral (29,7 %). Le Parti national libéral arrive quant à lui en troisième position, suivi (14,5 %), suivi de l'Union démocrate magyare de Roumanie (8,9 %) et du Parti de la Grande Roumanie (8,7 %). Aucun autre parti ne parvient à franchir le seuil des 5 %, nécessaire à l'obtention de députés européens. Elena Băsescu, la fille du président Traian Băsescu, se présentant comme candidate indépendante, parvient également à réunir suffisamment de voix pour se faire élire au Parlement européen.